# Smith Ballew
Smith Ballew (eigtl. Sykes Ballew; * 21. Januar 1902 in Palestine, Texas; † 2. Mai 1984 in Longview, Texas) war ein US-amerikanischer Jazzsänger, Orchesterleiter und Schauspieler.
Ballew gründete an der University of Texas seine erste Jazzband. In den nächsten gut zehn Jahren wurde er einer der bedeutenden Gestalten der Bigband-Ära und leitete mehrere Orchester, war der Sänger in anderen Orchestern, wie bei Jimmy Joy, Leo Reisman oder bei Lou Gold & His Orchestra (1931), und nahm zahlreiche Songs auf. Die meisten Aufnahmen entstanden als Smith Ballew and His Orchestra; er nahm aber auch unter dem Pseudonym Buddy Blue and His Texans auf. Etwa 1934 löste er seine bis dahin letzte Band auf – seine Mitspieler Glenn Miller, Ray McKinley und Skeets Herfurt gingen zu den Dorsey Brothers. Kurze Zeit war Ballew Sänger in den Bands von Duke Ellington und Benny Goodman; außerdem sang er auch für die Orchester von Ben Pollack, Ted Fiorito, Meyer Davis, George Olsen, Hal Kemp und Sam Lanin.
Daneben war er einer der Gastgeber der Radiosendung The Shell Chateau auf NBC, in der Victor Young das Orchester leitete; die Sendung lief von 1935 bis 1937 und war zunächst von Al Jolson betreut worden. Nach dessen Ausscheiden war Ballew neben Wallace Beery einer der Moderatoren; dieser Job führte zu Ballews Umzug nach Kalifornien und zu Kontakten mit der Filmindustrie. Produzent Sol Lesser nahm ihn für eine Reihe von Singing Cowboy-Filmen bei der 20th Century Fox unter Vertrag. Für fünf Filme ritt Ballew nun über die Prärie; danach endete seine Filmkarriere so schnell, wie sie begonnen hatte; gelegentliche Angebote für Nebenrollen nahm er wahr.
Ab den 1940er Jahren arbeitete Ballew in der Flugzeugbranche; er war dann bis 1967 als Geschäftsmann tätig und lebte mittlerweile in Fort Worth.
Aufnahmen erschienen auf den Labels Okeh, Banner, Domino, Jewel, Regal, Perfect, Oriole (als Buddy Blue & His Texans und Jack Blue’s Texans), Columbia und Crown. Die Erkennungsmelodie seines Orchesters war „Tonight There Is Music in the Air“. Außer den schon genannten Musikern spielten zeitweise auch Carl Kress, Joe Venuti, Bunny Berigan, Jimmy McPartland, Fulton McGrath und Artie Bernstein bei Smith Ballew.

## Filmografie (Auswahl)
- 1937: Western gold
- 1937: Roll along, cowboy
- 1937: Hawaiian buckaroo
- 1938: Rawhide
- 1938: Panamint’s bad man
- 1945: The Man Who Walked Alone
- 1948: Tex Granger, Midnight Rider of the Plains